# Esecuzione (informatica)

Schema di astrazione dall'utente fino all'esecuzione da parte dell'hardware

Con esecuzione, in informatica, si indica il processo tramite il quale un sistema di elaborazione (computer o macchina virtuale) esegue (elabora) le istruzioni di un programma, seguendone il flusso di esecuzione specificato nel rispettivo codice sorgente, dopo le fasi di compilazione/interpretazione e linking. In generale il termine "eseguire" è usato per indicare l'avvio di un programma installato; più precisamente, l'esecuzione è lo stato in cui si trova un processo quando una CPU sta eseguendo le istruzioni che lo caratterizzano (a differenza di altri momenti in cui può essere ad esempio in uno stato sospeso (idle), o anche in attesa che si renda disponibile una CPU; vedi anche scheduler).

## Descrizione

### Premesse e contesto

I passi della compilazione

Il contesto in cui avviene l'esecuzione è cruciale: rispetto al numero totale di programmi disponibili sono pochissimi quelli che possono essere eseguiti direttamente da un computer senza il supporto del sistema operativo. 
I programmi generalmente contengono assunzioni implicite ed esplicite sulle risorse accessibili al momento dell'esecuzione (ad esempio la disponibilità di canali standard di comunicazione, o di un file system su cui memorizzare dati). La maggior parte dei programmi sono eseguiti con il supporto del sistema operativo e di librerie specifiche per il linguaggio, i quali forniscono i servizi essenziali non offerti direttamente dal computer stesso. Questo ambiente di supporto, ad esempio, offre ai processi dei metodi uniformi per accedere a periferiche anche radicalmente diverse tra loro, e nel contempo impedisce ad essi di accedervi direttamente e di creare così conflitti tra processi ed utenti.
Un programma scritto in linguaggio assembly o in un linguaggio di programmazione ad alto livello (codice sorgente), può essere eseguito solo compilando il codice sorgente in codice oggetto ovvero traducendolo in linguaggio macchina che darà vita poi al programma eseguibile, oppure servendosi di un interprete.

### Indicazioni nell'interfaccia grafica

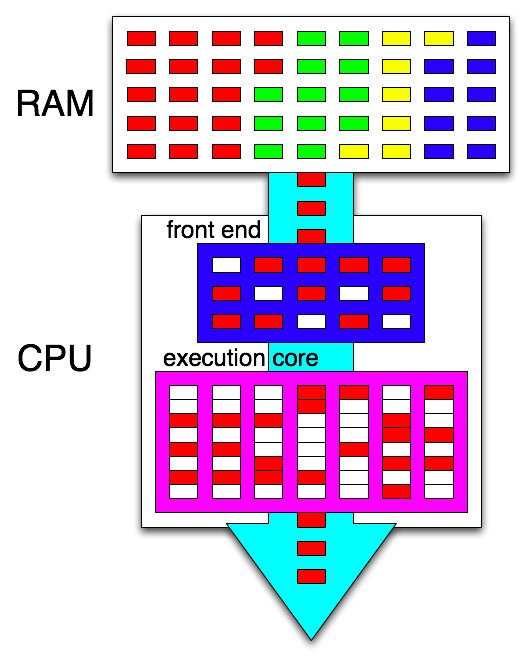
Un processore single thread esegue un solo thread per processo

Nei moderni sistemi operativi multitasking le shell grafiche e testuali permettono all'utente di indicare un programma da eseguire (tramite menu, icone o specificandolo in una riga di comando); quando ciò avviene, la shell invoca una chiamata di sistema che crea un processo figlio ove sono caricati i dati e le istruzioni del programma da mandare in esecuzione. Ad esempio, nei sistemi operativi Unix e Unix-like la chiamata di sistema fork (ovvero "forchetta" o "biforcazione") crea un nuovo processo facendo una copia del processo chiamante; il nuovo processo può sostituire interamente i propri dati e le proprie istruzioni con quelle del programma invocando una delle chiamate di sistema della famiglia exec.
Al termine della sua esecuzione, il processo chiede al sistema operativo di essere terminato tramite una chiamata di sistema (ad esempio exit nei sistemi Unix) la quale rende disponibile al processo padre il valore di uscita e provvede a liberare le risorse che venivano occupate dal processo. L'esecuzione di un processo può terminare anticipatamente, senza che esso chieda da solo di essere terminato, ad esempio quando l'utente o il sistema operativo gli invia un segnale per richiederne la terminazione (tramite la chiamata di sistema kill nei sistemi Unix). Un particolare e importante tipo di esecuzione è l'esecuzione in background.

## Tipologie

### Da parte del sistema operativo

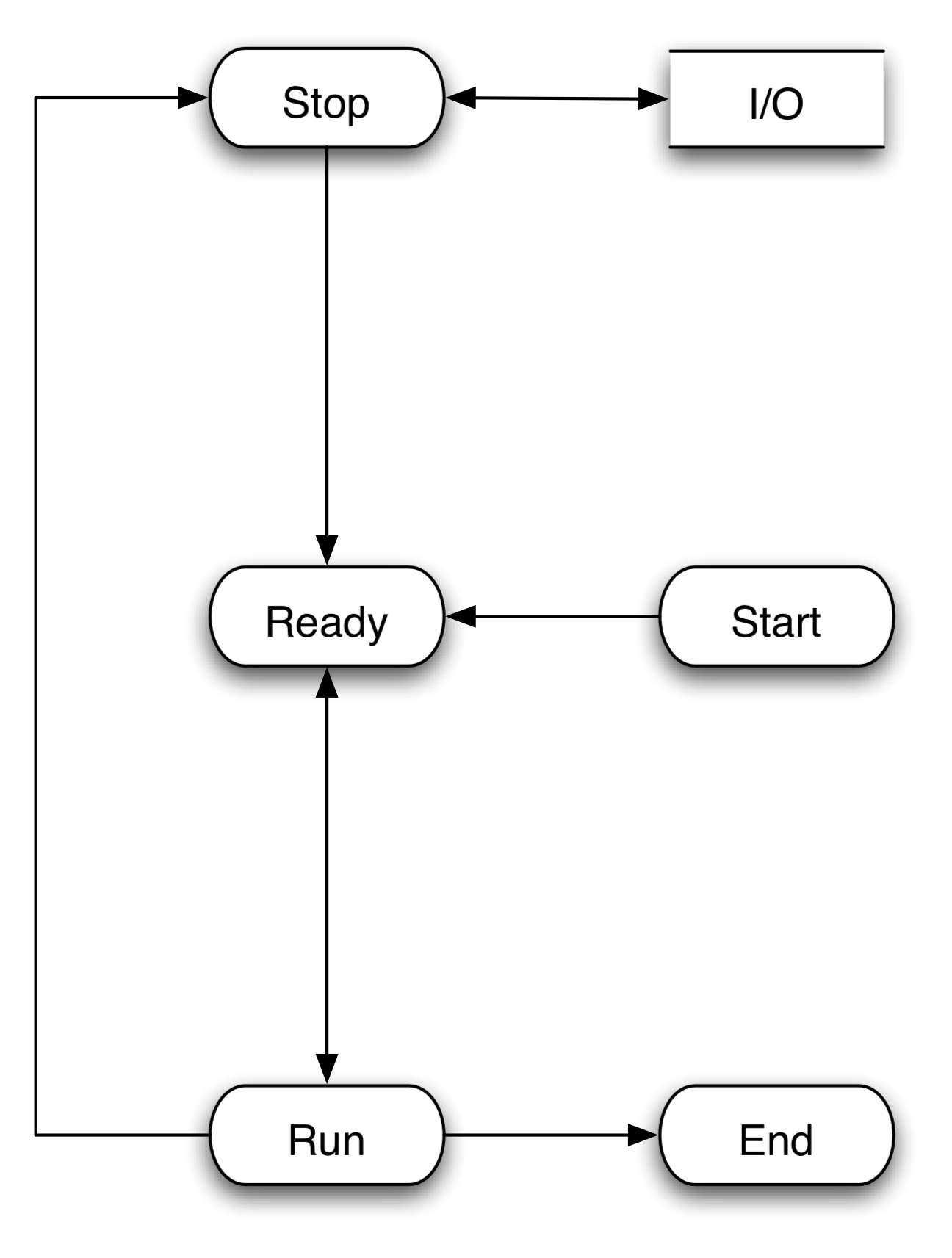
Schema di uno Scheduler

Nella maggior parte dei computer moderni, basati sull'architettura di von Neumann, l'esecuzione di un programma binario prevede che, sotto l'attività e il controllo del sistema operativo, il programma stesso sia inizialmente caricato in memoria primaria (es. RAM), tipicamente a partire da una periferica di memoria di massa (o memoria secondaria), come ad esempio un disco rigido. Viene quindi identificato il "punto d'ingresso" (entry point) del programma (cioè la prima istruzione), e il rispettivo indirizzo di memoria viene copiato in un registro del processore detto program counter. A questo punto viene avviato nel processore, da parte dell'Unità di Controllo, un ciclo di fetch-execute che ripetutamente preleva l'istruzione "puntata" dal program counter, incrementa il program counter in modo da farlo puntare all'istruzione successiva, ed esegue l'istruzione caricata sequenzialmente nell'ordine. 
Si può osservare che il ciclo fetch-execute, per default, comporta dunque l'esecuzione sequenziale delle istruzioni del programma. L'istruzione corrente, tuttavia, può modificare il program counter: questa operazione corrisponde ad un'istruzione di salto goto o ad una di salto condizionato che è il meccanismo fondamentale su cui si basa l'implementazione delle strutture di controllo più evolute da parte di compilatori e interpreti. Un programma in esecuzione è visto dal sistema operativo come un processo o insieme di processi, gestiti attraverso chiamate di sistema, e più programmi/processi possono essere eseguiti contemporaneamente attraverso l'eventuale multitasking offerto dal sistema operativo stesso e gestito dallo scheduler.

### Da parte dell'hardware

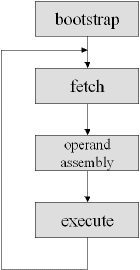
Ciclo del processore (fetch-execute) dopo la fase iniziale di boot

Un programma scritto direttamente o convertito in linguaggio macchina può essere eseguito direttamente da un computer, inteso come hardware. L'esecuzione di codice da parte di una macchina hardware nel ciclo di fetch-execute è possibile in virtù della capacità del processore di eseguire una serie di istruzioni base (instruction set), sulla quale il programma è mappato/tradotto a livello di linguaggio macchina, grazie ai circuiti elettronici di base (circuiti integrati) che compongono il processore stesso. Dal punto di vista utente, nei calcolatori moderni questo normalmente avviene grazie all'esercizio, gestione o controllo delle risorse hardware (processore, memoria, ecc...) operata dal sistema operativo che funge da piattaforma software del sistema. L'unica eccezione si verifica al momento dell'accensione del computer, quando viene fatto il boot e viene eseguito il firmware che si occupa di testare l'elettronica e di caricare il sistema operativo. Una volta che il processo di boot ha passato il controllo al sistema operativo, nessun programma può essere eseguito direttamente dall'hardware. 
Col tempo è divenuto raro che un programma sia adatto all'esecuzione diretta da parte di un computer inteso come solo hardware; di norma, esso richiede una macchina virtuale che comprende l'hardware del computer con l'aggiunta di uno o più livelli di software che contribuiscono a creare l'ambiente di esecuzione adatto per il programma stesso. Gli stessi programmi eseguibili richiedono di norma la presenza di un determinato sistema operativo, di determinate librerie, e così via. Benché le linee generali del funzionamento di una macchina virtuale siano talvolta piuttosto simili a quelle descritte sopra per la macchina di von Neumann, in molti casi esse se ne discostano in maniera sostanziale, introducendo numerosi concetti non presenti in tale architettura (per esempio, lo stack dei record di attivazione). Si può dire che un linguaggio di programmazione è tanto più ad alto livello quanto più la corrispondente macchina virtuale esibisce caratteristiche concettualmente distanti dai meccanismi fondamentali dell'architettura di von Neumann (o, in generale, dell'architettura hardware sottostante).